# Бгайсадж'я-гуру

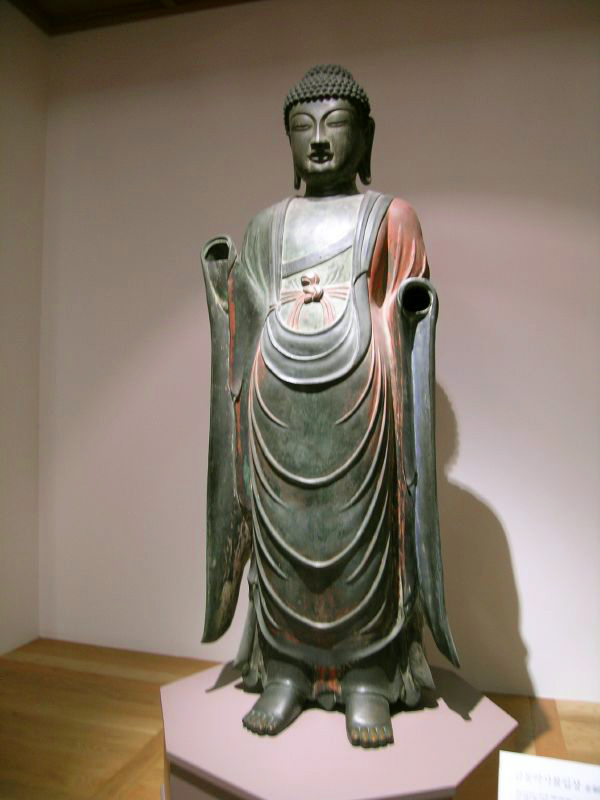
Бгайсадж'я-гуру

Будда Медицини, Бгайсадж'я-гуру (тиб. Манла, sMan bla), Бхайсадж'яраджа (санскр. भैषज्यगुरु, «вчитель-цілитель»; Бгайсадж'я-гуру Вайдуря Прабга-раджа санскр. भैषज्यगुरुवैडूर्यप्रभाराज, «вчитель-цілитель і раджа лазурового світла»; Яоши кит.: 藥師如來, «Будда-цілитель», Якусі яп. 薬師如来, якусі-ньорай, «Будда-цілитель») — Будда в махаянській течії буддизму. Відомий як «Будда-цілитель» або «бодгісаттва-цілитель». Зображається у вигляді лікаря, який сутрами оздоровлює людей.

## Іконопис

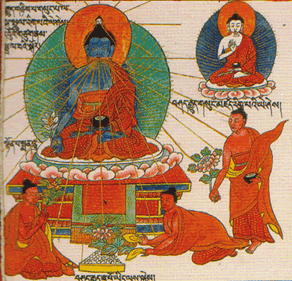
Ілюстрація, Будда Медицини — Синє берилове сяйво, що висвітлює чотири тантри, написана десь 1720 р. Дезі Санге Дьяцо, регентом (Дезі) 5-го Далай-лами (частка)

Бхагаджайагуру, як правило, зображений одягненим у три мантії буддиського ченця, тримаючи в лівій руці посуд з цілющим нектаром, а правою — на правому коліні, тримаючи ніжку плоду Аруни або Миробалана між великим і вказівним пальцями. У сутрі він також описується своєю аурою світла кольору берилу. На китайських зображеннях він іноді тримає пагоду, що символізує десять тисяч Будд трьох періодів часу. Він також зображений стоячи на північній стелі Вей приблизно з 500 р. н. е., яка зараз знаходиться в Музеї мистецтв Метрополітен, у супроводі двох своїх служителів, Сур'япрабхи та Кандрапрабхи. Усередині ореолу зображені Сім Бхагаджайагуру Будд і сім апсар.

## Дванадцять обітниць
12 прагнень або обітниць:
1. Я обіцяю, що моє тіло буде сяяти променями блискучого світла на цей нескінченний і безмежний світ, омиваючи всіх істот, позбавляючи їхнього невігластва та турбот за допомогою мого вчення. Нехай усі істоти будуть схожі на мене, з досконалим статусом і характером, піднесеними розумом і душею і, нарешті, досягнуть просвітлення, як Будда
2. Я обіцяю, що моє тіло буде схоже на кришталь, чисте і бездоганне, що випромінює промені чудового світла до кожного куточка, освітлюючи і просвітлюючи всіх істот мудрістю. З благословеннями співчуття нехай усі істоти зміцнять свою духовну силу та фізичну енергію, щоб вони могли здійснити свої мрії правильним шляхом
3. Я обіцяю, що даруватиму, безмежною мудрістю, всім істотам — невичерпними речами, яких вони потребують, позбавляючи їх від усього болю та провин, що виникають внаслідок матеріалістичних бажань. Незважаючи на те, що одяг, їжа, проживання та транспорт є необхідними предметами, їх слід також використовувати розумно. Окрім власного споживання, решту слід щедро ділити з громадою, щоб усі могли гармонійно жити разом
4. Я обіцяю повести тих, хто збився з дороги, на шлях праведності. Нехай вони будуть виправлені і повернуті на шлях Будди для просвітлення
5. Я обіцяю, що дам змогу всім живим істотам виконувати заповіді щодо духовної чистоти та моральної поведінки. У разі будь-яких рецидивів або порушень вони повинні керуватися покаянням. За умови, що вони щиро шкодують про свої вчинки і обіцяють зміни постійними молитвами і міцною вірою в Будду, вони зможуть отримати промені прощення, відновити втрачену мораль і чистоту
6. Я обіцяю, що всі істоти, які мають фізичні вади чи хворі у всіх аспектах, мають бути благословенні міцним здоров'ям, як фізичним, так і психічним. Усі, хто віддано вклоняється Будді, будуть благословенні
7. Я обіцяю полегшити біль і злидні дуже хворих та бідних. Вилікувати хворих, допомогти безпорадним, допомогти бідним
8. Я обіцяю допомогти жінкам, які зазнають страждань і тортур та шукають перетворення на чоловіків. Почувши моє ім'я, віддавши данину поклоніння та молитва, їхні побажання будуть виконані, зрештою вони досягнуть стану Будди
9. Я обіцяю звільнити всіх істот від злих думок та їх контролю. Я поведу їх шляхом світла, виховуючи їх у праведності та честі, отже вони йтимуть шляхом Будди.
10. Я обіцяю врятувати в'язнів, які справді покаялися, та жертв стихійних лих. Мої верховні сили благословлять тих хто щирий, та звільнять від страждань
11. Я обіцяю рятувати тих хто страждає від голоду, і тих хто вчинив злочин, щоб отримати їжу. Якщо вони почують моє ім'я і віддано його шануватимуть, я приведу їх до переваг Дхарми і запропоную їм найкращу їжу, щоб вони в решті могли вести спокійне і щасливе життя
12. Я обіцяю врятувати тих, хто страждає від злиднів, замучені комарами та осами день і ніч. Якщо вони натраплять на моє ім'я, щиро плекатимуть його і будуть практикувати Дхарму, щоб зміцнити свої заслуги, вони зможуть досягти своїх бажань

## Значення

### Тибетський Буддизм
Практика Будди Медицини, Верховного Цілителя (або Санге Манла тибетською) — це не тільки дуже потужний метод зцілення та збільшення цілющих сил, як для себе, так і для інших, але також для подолання внутрішньої хвороби прихильності, ненависті та незнання, таким чином, медитація на Будди Медицини може допомогти зменшити фізичні та психічні захворювання та страждання.
Мантра Будди Медицини, вважається надзвичайно потужною для зцілення фізичних захворювань та очищення негативної карми. Одна з практик Будди Медицини проводиться тоді, коли хтось уражений хворобою. Пацієнт, повинен прочитати довгу мантру 108 разів над склянкою води. Вважається, що вода, після такого начитування, стає благословенна силою мантри та благословенням самого Будди Медицини, пацієнт випиває цю воду. Практику повторюють щодня, поки хвороба не буде вилікувана.

## Мантра
Існує кілька розповсюджених мантр Будди Медицини.
Одна (так звана довга мантра), у Бхайсаджйа-гуру-вайрюр'а-прабха-раджа-Сутрі,- Будда Медицина описується як той хто увійшов у стан самадхі, що називається «Усунення всіх страждань і недуг чуттєвих істот». З цього стану самадхі він говорив Дхарані Будди Медицини: 
ОМ НАМО БХАҐАВАТЕ БХАЙСАДЖ'Я ГУРУ ВАЙДУР'Я ПРАБХА РАДЖАЯ ТАТХАГАТАЯ АРХАТЕ САМ'ЯКСАМ БУДДАЯ ТАдЯТХА ОМ БХАЙСАДЖ'Я БХАЙСАДЖ'Я МАХА БХАЙСАДЖ'Я БХАЙСАДЖ'Я / РАДЖАя / САМУДҐАТЕ СВАХА
namo bhagavate bhaiṣajyaguru vaiḍūryaprabhārājāya tathāgatāya - arhate samyaksaṃbuddhāya tadyathā: oṃ bhaiṣajye bhaiṣajye bhaiṣajya-samudgate svāhā IAST

Іншою є така (так звана коротка мантра або мантра серця):
ТАЯТА ОМ БЕКАНЗЕ БЕКАНЗЕ МАГА БЕКАНЗЕ БЕКАНЗЕ РАДЗА САМУДҐАТЕ СОХА
TADYATA OM BHEKHANDZYE BHEKHANDZYE MAHA BHEKHANDZYE (BHEKHANDZYE) RAJA SAMUDGATE SVAHA